# Comuna Dobrepolje
Dobrepolje (Občina Dobrepolje) este o comună din Slovenia, cu o populație de 3.544 de locuitori (2002).

## Localități
Bruhanja vas, Cesta, Četež pri Strugah, Hočevje, Kolenča vas, Kompolje, Lipa, Mala vas, Paka, Podgora, Podgorica, Podpeč, Podtabor, Ponikve, Potiskavec, Predstruge, Pri Cerkvi-Struge, Rapljevo, Tisovec, Tržič, Videm, Vodice, Zagorica, Zdenska vas